# Oct-1-èn-3-ol
Ne doit pas être confondu avec l'octanol.
L'oct-1-èn-3-ol, plus souvent dénommé octénol ou alcool de champignon car c’est l'un des principaux composants aromatiques des champignons, est une molécule qui attire certains insectes piqueurs (moustiques, notamment en combinaison avec du CO2). C'est un alcool secondaire dérivé de l'oct-1-ène (en). Il existe sous la forme de deux énantiomères, le (R)-(-)-oct-1-én-3-ol et le (S)-(+)-oct-1-én-3-ol.
On le retrouve en faible quantité dans l’air expiré et dans la sueur des humains, et on a supposé que le répulsif insectifuge DEET fonctionnait en bloquant les récepteurs odorants de l'octénol chez les insectes,.

## Formation
L'octénol est dans la nature formé par dégradation oxydative de l'acide linoléique.

## Présence dans la nature
L'octénol est produit par plusieurs plantes odorantes (notamment de type citronnelle, menthe ou lavande). C’est l’un des composants du parfum de la violette, des mousses et des champignons, y compris les champignons comestibles ou microscopiques chez lesquels ce composé traumatique (produit lorsque les cellules sont brisées ou lors d'une attaque de pathogènes) semble jouer un rôle de type ectomone : attractif olfactif d'insectes (impliqué dans leur localisation de sites de ponte ou de ressource alimentaire), défense au stress, inhibition (il inhibe par exemple la germination des conidies de Penicillium paneum un contaminant important des stocks de céréales qui peut croître sur le grain à faible pH dans un milieu riche en CO2)).
C’est l’une des molécules qui contribue à l’odeur des pieds, de la sueur humaine et de l’haleine humaine, ou encore à l’odeur des vaches et d’autres animaux.
Elle peut donner un mauvais goût au vin, goût un peu terreux et fongique, parfois confondu à celui provenant du liège, dans les vins faits avec des grappes contaminée par Botrytis cinerea,.

## Utilisations
- L'octénol est utilisé depuis quelques années dans la lutte antivectorielle (LAV), souvent en combinaison avec du dioxyde de carbone, pour attirer les moustiques (ou d’autres insectes vecteurs de maladies) dans des pièges et les tuer via certains dispositifs électroniques[18],[19], présentant l’avantage de ne pas utiliser de produits aussi toxiques que le DEET ou aussi rémanents et toxiques que la plupart des insecticides habituels. 
Combiné avec du méta-crésol il a été testé sur la mouche tsé-tsé (Glossinidae)[20] et chez des Tabanidae (famille des taons) en Afrique[21],[22].
- C’est une molécule qui pourrait être recherchée par des détecteurs électroniques d’odeurs (nez électroniques) destinés par exemple à alerter sur la présence de microchampignons source d’allergie, ou d’autres risques pour la santé ou la conservation des grains ou encore de dénaturation du goût du vin, ou parce qu’il présente un caractère toxique à certaines doses (voir plus bas)[23].

## Santé et sécurité
L’octénol est approuvé par la Food and Drug Administration (FDA) des États-Unis comme additif alimentaire.
Il présente à haute dose une toxicité modérée avec une DL50 de 340 mg/kg.

## Toxicité, écotoxicité?
Dans une étude sur des animaux, il a été démontré que l'octénol est :
- un perturbateur endocrinien (il perturbe l'homéostasie d’une neurohormone qui est aussi un neurotransmetteur : la dopamine et pourrait être un agent environnemental impliqué dans la maladie de parkinson[25] ;
- un neurotoxique pour la drosophile Drosophila melanogaster utilisée comme modèle animal[26] ;
- un cytotoxique (en laboratoire) ; pour les cellules souches embryonnaires humaines[27] ; et pour des leucocytes de murins selon Gorham et Hokeness, 2012[28].

En 2013, Inamdar et al. ont montré qu’il exerce sa toxicité en interférant négativement avec l’homéostasie de la dopamine.